# Distrito de Interlaken
El distrito de Interlaken es uno de los antiguos 26 distritos del cantón de Berna, Suiza,  ubicado al sureste del cantón, tiene una superficie de 681 km². La capital del distrito es Interlaken. 

## Geografía
El distrito de Interlaken es uno de los distritos que forman la región del Oberland bernés (Berner Oberland en alemán). Limita al noroeste con el distrito de Thun, al norte con Signau y Entlebuch (LU), al noreste con el cantón de Obwalden, al este con el distrito de Oberhasli, al sur con los distritos de  Goms (VS) y de Raroña occidental (VS), y al oeste con Frutigen. El distrito comprende parte de los lagos de Thun y de Brienz.

## Historia
Cabildo canónigo de San Agustín (doble convento: uno de mujeres y otro de hombres) también conocido como prebostazgo. Bailía bernesa de 1528 a 1798, bailía en 1803 y distrito desde 1831.
Fundado por el barón de Seliger de Oberhofen entre los lagos de Thun y de Brienz (diócesis de Lausana), el prebostazgo fue mencionado por la primera vez en 1133, cuando el emperador Lotario II la toma bajo su protección. Varios papas y obispos confirmaron su posesión desde el siglo XII. 
El convento femenino es mencionado por primera vez en 1247, aunque podría ser más antiguo. El acto de 1133 garantiza a los monjes la posibilidad de escoger libremente el preboste y el advocatus. Tras la extinción de los fundadores a finales del siglo XII, el abogacía pasa a sus herederos, los señores de Eschenbach. Estos habiendo estado implicados en el regicidio de Alberto I, la carga del convento fue atribuida en 1318 al duque Leopoldo de Austria. Luego de su muerte en 1325, el prebostazgo y el cabildo eligieron a Alberto II, hermano de Leopoldo. En las siguientes décadas, los canónigos continuaron de designar por su mejor conveniencia unas veces un noble, otras veces un burgués de Berna. Es así como a principios del siglo XV, Berna intenta imponer su protectorado; la ciudad-estado lo lograría de jure desde 1415 (gracias al privilegio concedido por el emperador Segismundo), pero de facto solo en 1472.
La expansión del territorio del prebostazgo se produjo en gran parte durante el siglo XIII, tanto en el Oberland como en los valles del Aar y del Gürbe. El cabildo logra adquirir no solamente el patronaje de dos docenas de parroquias, sino también algunos derechos temporales que hicieron de él el principal señor eclesiástico de la región, particularmente en la extremidad oriental del lago de Thun, alrededor del lago de Brienz y en los valles de Lauterbrunnen y Grindelwald. Mientras que la mayoría de monjes venían de las zonas circondantes, el convento de mujeres tenía una zona de recrutamiento más amplia. 
Luego del crecimiento y la prosperidad, un período de crisis llega hacia el año 1350. Las peleas con los vecinos (sobre todo con la ciudad de Unterseen) se multiplicaron, el endeudamiento creció y los efectivos (monjes y monjas) disminuyó fuertemente. Parece ser que la casa de Interlaken contaba en 1310: treinta sacerdotes, veinte hermanos lego y trescientas cincuenta monjas. En 1472 había solamente, aparte del preboste y el prior, nueve canónigos simples y siete novicios, veintisiete monjas y la hermana superiora. 
Los conflictos con los sujetos del cabildo fueron más y más frecuentes. En 1348, los habitantes de Grindelwald y Wilderswil concluyeron un pacto de ayuda con Unterwalden. Berna intervino militarmente en el Oberland, venciendo a Unterwalden junto con sus aliados. En 1472 una gran disputa entre los conventos masculino y femenino hace intervenir al obispo de Lausana, el cual envía dos visitadores, los cuales constataron algunas falencias graves. El preboste fue arrestado, una parte de los canónigos alejados y remplazados por religiosos de otros conventos. Se tomaron medidas de reforma, aun así, el convento femenino fue cerrado en 1484 y sus bienes atribuidos al recién fundado cabildo de San Vicente en Berna.  
El convento de hombres fue suprimido en 1528 como todos los conventos del cantón. Los religiosos recibieron una indemnización por tener que dejar sus posesiones. Berna hizo entonces administrar los bienes del antiguo cabildo por un intendente. Tras haber impuesto la reforma, Berna convirtió las posesiones del cabildo en la bailía de Interlaken. La administración de la bailía se instaló en el convento, el cual sería transformado en 1532 en hospital. Bajo la administración del baile Samuel Tillier, el ala oeste del convento fue demolida para construir un "castillo nuevo" (1746-1750), sede actual de la prefectura, así como del tribunal y del registro territorial del distrito de Interlaken-Oberhasli.
La bailía fue suprimida en 1798. Su territorio, junto con el de Unterseen fue elevado a la categoría de bailía en 1803 y en 1831 a distrito, bajo el nombre de distrito de Interlaken. El distrito fue disuelto tras la entrada en vigor de la nueva organización territorial del cantón de Berna, en la cual el distrito de Interlaken es absorbido por el nuevo distrito administrativo de Interlaken-Oberhasli.

## Comunas
| Distrito de Interlaken    | Distrito de Interlaken | Distrito de Interlaken | Distrito de Interlaken | Distrito de Interlaken |
| Comunas                   | Población (31.12.2007) | Superficie km²         | Densidad hab./km²      |                        |
| ------------------------- | ---------------------- | ---------------------- | ---------------------- | ---------------------- |
| Beatenberg                | 1146                   | 29,2                   | 39,24                  |                        |
| Bönigen                   | 2349                   | 15,1                   | 155,56                 |                        |
| Brienz                    | 2963                   | 48,0                   | 61,72                  |                        |
| Brienzwiler               | 540                    | 17,6                   | 30,68                  |                        |
| Därligen                  | 392                    | 6,9                    | 56,81                  |                        |
| Grindelwald               | 3809                   | 171,1                  | 22,26                  |                        |
| Gsteigwiler               | 422                    | 7,0                    | 60,28                  |                        |
| Gündlischwand             | 279                    | 16,9                   | 16,50                  |                        |
| Habkern                   | 617                    | 51,1                   | 12,07                  |                        |
| Hofstetten bei Brienz     | 578                    | 8,7                    | 66,43                  |                        |
| Interlaken                | 5286                   | 4,4                    | 1201,36                |                        |
| Iseltwald                 | 399                    | 21,9                   | 18,21                  |                        |
| Lauterbrunnen             | 2478                   | 164,4                  | 15,07                  |                        |
| Leissigen                 | 912                    | 10,4                   | 87,69                  |                        |
| Lütschental               | 243                    | 12,4                   | 19,59                  |                        |
| Matten bei Interlaken     | 3663                   | 6,0                    | 610,50                 |                        |
| Niederried bei Interlaken | 343                    | 6,81                   | 50,36                  |                        |
| Oberried am Brienzersee   | 480                    | 20,0                   | 24,00                  |                        |
| Ringgenberg               | 2687                   | 8,7                    | 308,85                 |                        |
| Saxeten                   | 108                    | 19,2                   | 5,62                   |                        |
| Schwanden bei Brienz      | 603                    | 7,1                    | 84,92                  |                        |
| Unterseen                 | 5425                   | 14,1                   | 384,75                 |                        |
| Wilderswil                | 2434                   | 13,5                   | 180,29                 |                        |
| Total (23)                | 38.156                 | 680,51                 | 56,06                  |                        |